# Laspeyria flexularia
Laspeyria flexularia là một loài bướm đêm trong họ Erebidae.